# Zemský okres Harz
Zemský okres Harz (německy Landkreis Harz) je zemský okres v německé spolkové zemi Sasko-Anhaltsko. Sídlem správy zemského okresu je město Halberstadt. Má přibližně 223 tisíc obyvatel. 

## Města a obce
| Města: 1. Ballenstedt 2. Blankenburg (Harz) 3. Falkenstein/Harz 4. Halberstadt 5. Harzgerode 6. Ilsenburg (Harz) 7. Oberharz am Brocken 8. Osterwieck 9. Quedlinburg 10. Schwanebeck 11. Thale 12. Wegeleben 13. Wernigerode | Obce: 1. Ditfurt 2. Groß Quenstedt 3. Huy 4. Nordharz 5. Harsleben 6. Hedersleben 7. Selke-Aue |